# بنو همدان
بنی هَمْدَان یا بنو همدان یک قبیله قدیمی، بزرگ و برجسته عرب در شمال یمن است.

## خاستگاه و مکان
هَمْدَان از اجداد همنام خود نشأت می‌گیرند که تبارشان به کاهلان نیمه افسانه‌ای برمی‌گردد. اقامتگاه آنها در شمال یمن، در منطقه شمال صنعا است که از شرق به مارب و نجران، از شمال به صعده و از غرب به سواحل دریای سرخ امتداد دارد.  در گسترده‌ترین تعریف، گروه همدان شامل گروه‌های حاشد و بکیل نیز می‌شود، در حالی که در حداقلی‌ترین تعریف آن، تنها بخشی از حاشد را شامل می‌شود که هنوز نام «همدان» را بر خود به کار می‌برند.  تا به امروز شاخه بکیل بر قسمت شرقی این قلمرو و شاخه حاشد بر قسمت غربی مسلط است.  بخش‌هایی از بنو همدان به بخش‌های مختلف جهان اسلام مهاجرت کردند و پراکنده شدند، و برای نمونه پس از فتح عراق توسط مسلمانان جامعه‌ای متمایز در شهر کوفه تشکیل دادند. 

## کتابشناسی
- - Historical Dictionary of Yemen (Third ed.). Lanham, Maryland: Rowman & Littlefield. 2018. ISBN 978-1-5381-0232-9. {{cite encyclopedia}}: Missing or empty |title= (help)

الگو:Historical Arab tribesالگو:Arab tribes in Yemen